# 青い絶唱
『青い絶唱』（あおいぜっしょう）は、1980年11月21日から1981年3月27日までTBSで放送されたテレビドラマである。

## 概要
1974年から1980年まで10作放送された大映テレビ製作『赤いシリーズ』に代わるドラマシリーズの第1作として『青い』との語を番組タイトルに付して製作されたが、第2作の製作は行われず、本作のみの放送となった。
柴田恭兵は『赤い嵐』以来の大映ドラマ主演作である。また、フィギュアスケート選手として活躍した渡部絵美の女優デビュー作でもある。

## あらすじ
自転車店の長男、鈴木鉄夫は無鉄砲な性格の持ち主。ある日、鉄夫と義理の妹・鈴木華子は、黒木恵と沢田清貴が暴走族に絡まれているところを助ける。その礼として清貴の家に招待されることになった兄妹は、それぞれ恵と清貴に一目ぼれをしていて、2人きりになる絶好のチャンスだと共に期待する。しかしその沢田家は、鉄夫と華子の実父を会社から失脚させた、大手自転車メーカーの会長の家だった。また、清貴の父で自転車メーカー社長・沢田隆一は鉄夫の実の父であり、25年前に鉄夫の母・静子と無理やり引き裂かれて離婚していた。隆一は再会した静子を強引に誘い出し、二人は姿をくらましてしまう。鉄夫と華子は、蒸発した母を捜すため、自転車で事件の鍵を握るための旅に出たのだった…。

## スタッフ
- プロデューサー - 野添和子（大映テレビ）、山本典助（TBS）
- 脚本 - 安本莞二
- 音楽 - 菊池俊輔
- 監督 - 増村保造、国原俊明、野村孝、合月勇
- ナレーター - 城達也

## 主題歌
- 「幸福によろしく」（作詞・橋本淳、作曲・八木架寿人、編曲・大谷和夫、歌・榊原郁恵 日本コロムビア）

## キャスト
- 鈴木鉄夫 - 柴田恭兵
三流業界紙の記者をしていたが、自転車店を継ぐために父の店で働き始める。喧嘩っ早く、おっちょこちょいな性格。実父の沢田隆一と母の静子が蒸発したため、華子と共に母を捜し回る。
- 鈴木華子 - 榊原郁恵
鉄夫の義理の妹。短大生。鉄夫と共に蒸発した母を捜す。最終話で短大を卒業する。
- 鈴木すみれ - 泉ピン子
鉄夫と華子の叔母（太一の妹）。自転車店の隣でスナック「すみれ」を営業している。
- 沢田隆一 - 高橋昌也
静子の別れた夫で鉄夫の実父。沢田サイクル社長。25年前に引き裂かれた静子を忘れられず、静子を連れて蒸発する。
- 沢田清貴 - 北詰友樹
隆一の息子。鉄夫の異母弟。一橋大学の学生。真面目で優しいが優柔不断なところがある。
- 黒木恵 - 渡部絵美
清貴の従妹。スケート留学から帰ったばかりの現役選手。
- 鈴木静子 - 馬渕晴子
鉄夫の母。25年前に隆一と学生結婚をして鉄男を産む。隆一と無理やり離婚させられ、乳飲み子だった鉄夫を連れて困っていたところを太一に救われ、後に太一と再婚した。
- 沢田依子 - 藤田弓子
清貴の母。
- 沢田岩雄 - 小沢栄太郎
清貴の祖父。沢田サイクル会長。25年前に隆一と静子を強引に離婚させた。
- 黒木秀治 - 新克利
恵の父。沢田サイクル専務。真犯人であり、自身の保身のために隆一に罪を被せるように画策する。
- 黒木実 - 中島久之
恵の兄。沢田サイクル秘書課長。最終的に沢田サイクルの経営を引き継ぐ。
- 黒木定子 - 結城美栄子
恵の母。依子の妹。
- 佐藤マリ子 - ナンシー
秀治の愛人。
- 田中 - 鈴木ヒロミツ
渋谷南署の刑事。鉄夫の先輩でスナック「すみれ」の常連。
- 皆川 - 井川比佐志
元吉田署の刑事。
- 浅見小四郎
- 稲葉義男
かつて隆一と静子が住んでいた岡崎のアパートの管理人。
- 勝部演之
元吉田の医者。
- 荒木 - 名古屋章
焼津漁港の船医。元吉田で静子の手の治療をした。
- 藤木敬士
銀座の会員制クラブの支配人。
- 裁判長 - 勝田久
- 検事 - 小林稔侍
- 小山弁護士 - 加藤茂雄
- 鈴木とよ - 赤木春恵
鉄夫と華子の祖母。
- 鈴木太一 - 山本學
華子の実父。自転車店を営業している。

## サブタイトル
| 話数 | 放送日         | サブタイトル                       | 監督     |
| ---- | -------------- | ---------------------------------- | -------- |
| 1    | 1980年11月21日 | 女と男の約束                       | 増村保造 |
| 2    | 11月28日       | 雨の日の危険な再会                 | 増村保造 |
| 3    | 12月5日        | 恋のサスペンス・蒸発!!             | 国原俊明 |
| 4    | 12月12日       | 謎の旅に出た娘                     | 国原俊明 |
| 5    | 12月19日       | 二つの恋の殺意!!                   | 合月勇   |
| 6    | 12月26日       | 大阪ミステリー                     | 国原俊明 |
| 7    | 1981年1月9日   | 殺人の曲がきこえる小さな町・岡崎   | 野村孝   |
| 8    | 1月16日        | 殺人を消した雪の町!                | 国原俊明 |
| 9    | 1月23日        | 二人の妻の殺意!!                   | 増村保造 |
| 10   | 1月30日        | 沖縄・恋のミステリー               | 合月勇   |
| 11   | 2月6日         | 殺された夫からの電話?              | 合月勇   |
| 12   | 2月13日        | 北風の街を裸足で走る恋!!           | 国原俊明 |
| 13   | 2月20日        | ニューヨークの恋人から恐怖の電話!! | 合月勇   |
| 14   | 2月27日        | 恋は殺人をかくせるか?              | 国原俊明 |
| 15   | 3月6日         | ひな祭りの夜・恋の殺意!!           | 国原俊明 |
| 16   | 3月13日        | あなたの見つけた真犯人は?          | 合月勇   |
| 17   | 3月20日        | 知りすぎた恋人、殺人の接吻!!       | 国原俊明 |
| 18   | 3月27日        | 花嫁・殺人犯人と闘う!!             | 増村保造 |